# Batrachoseps attenuatus
Batrachoseps attenuatus es una especie de salamandras en la familia Plethodontidae. 
Es endémica de los Estados Unidos, especialmente de California y Oregón.
Su hábitat natural son los bosques templados, zonas templadas de arbustos y praderas templadas.